# لیلی کارلشتدت
لیلی کارلشتدت (انگلیسی: Lily Carlstedt; ۵ مارس ۱۹۲۶ – ۱۴ ژوئن ۲۰۰۲) پرتاب‌گر نیزه اهل دانمارک بود.